# Herchweiler
Herchweiler ist eine Ortsgemeinde im Landkreis Kusel in Rheinland-Pfalz. Sie gehört der Verbandsgemeinde Kusel-Altenglan an.

## Geographie
Herchweiler liegt am oberen Ostertal in der Westpfalz direkt an der Grenze zum Saarland. Die zum Ort gehörende Straße In der Gaß lag lange auf der Gemarkung des im Westen gelegenen Haupersweiler, bis 2003 ein Staatsvertrag zwischen Rheinland-Pfalz und dem Saarland die Landesgrenze anpasste. Dadurch wurde am 1. Januar 2004 ein Teil der saarländischen Gemeinde Freisen mit 53 Einwohnern nach Herchweiler umgemeindet.
Zu Herchweiler gehören auch die Wohnplätze Markeicherhof und Wolfsbornerhof.

## Geschichte
Die Ortschaft wurde im Jahr 1430 erstmals als Herchwilr urkundlich erwähnt.
Zunächst zur Grafschaft Veldenz gehörend, fiel der Ort mit dem Erlöschen deren männlicher Linie 1444 an die neu gebildete Grafschaft Pfalz-Zweibrücken. Zu dieser Zeit findet sich noch keine Erwähnung einer Teilung des am Rande des Remigiuslandes liegenden Dorfes. Eine Erweiterung der Siedlung über den Grenzbach hinaus wird erstmals 1588 vom Beamten Johannes Hoffmann beschrieben. Laut ihm gehörte zu diesem Zeitpunkt der rechte Ortsteil (bachaufwärts gesehen) zum zweibrückischen Amt Lichtenberg, die jenseits des Baches stehenden Häuser zum Dorf Haupersweiler, welches damals dem Gericht Oberkirchen im Herzogtum Lothringen zugeordnet war. Trotz mehrerer Besitzwechsel sollte diese Teilung nachfolgend noch einige Jahrhunderte Bestand haben.
Wie die anderen Dörfer der Umgebung, so war auch Herchweiler im 17. Jahrhundert sowohl vom Dreißigjährigen Krieg, als auch von den Kriegen des französischen Königs Ludwig XIV., die in den Pfälzischen Erbfolgekrieg gipfelten, schwer betroffen. Von den Verlusten erholte sich der Ort erst im 18. Jahrhundert.
Der lothringische Teil Herchweilers ging 1766 an die Herrschaft von der Leyen, bevor französische Revolutionstruppen ab 1793 die alte Ordnung aufhoben. Von 1801 bis 1814 gehörte Herchweiler zum französischen Saardepartement, die Teilung blieb aber unterhalb dieser Ebene erhalten: Während der größere zweibrückische Teil dem Arrondissement Birkenfeld, Canton Kusel, Mairie Burglichtenberg zugeordnet war, gehörte der kleinere zum Arrondissement Saarbrücken, Canton St. Wendel, Mairie Oberkirchen.
Auch die Neuordnung Europas auf dem Wiener Kongress überstand die Teilung Herchweilers: Der größere Ortsteil fiel 1815 mit der linksrheinischen Pfalz zunächst an Österreich und 1816 aufgrund eines Tauschvertrages an das Königreich Bayern. Er wurde nun dem Landkommissariat Kusel, Bürgermeisteramt Konken, im bayerischen Rheinkreis zugeordnet. Der kleinere, wegen seiner jüdischen Bewohner auch „Judengasse“ genannte, fiel an das zu Sachsen-Coburg gehörende, neugegründete Fürstentum Lichtenberg, das 1834 aber an Preußen verkauft wurde.
Mitte des 19. Jahrhunderts veränderte sich die Einkommensstruktur in Herchweiler. Lebten die Menschen zuvor überwiegend von der Landwirtschaft und vom Handel (hier war die jüdischen Bürger stark vertreten, die zeitweise fast ein Viertel der Einwohner stellten), fanden sie nun zunehmend Arbeit in den Steinbrüchen, Kohlegruben und Eisenhütten der Umgebung, vor allem des Saarlandes. Heute, nach einem erneuten Strukturwandel, ist Herchweiler eine ruhige Wohngemeinde, deren Einwohner überwiegend für unterschiedlichste Tätigkeiten auspendeln.
Nach dem Ersten Weltkrieg entsteht von 1920 bis 1935 eine strengere Teilung des Dorfes, da das Saargebiet von Frankreich verwaltet wurde. Auch nach dessen Rückgliederung ins Deutsche Reich wird die verwaltungstechnische Aufteilung beibehalten. Nach dem Zweiten Weltkrieg wurde das pfälzische Herchweiler innerhalb der französischen Besatzungszone Teil des damals neu gebildeten Landes Rheinland-Pfalz. Im Zuge der ersten rheinland-pfälzischen Verwaltungsreform wurde der Ort 1972 der Verbandsgemeinde Kusel zugeordnet, die 2018 in der Verbandsgemeinde Kusel-Altenglan aufging.
Der kleinere Teil Herchweilers gehörte zunächst zum französisch kontrollierten Saarstaat, der 1957 als Saarland der Bundesrepublik beitrat. Nachdem frühere Versuche gescheitert waren, gelang es 2003 durch einen Staatsvertrag zwischen Rheinland-Pfalz und dem Saarland, die Landesgrenze anzupassen und den Straßenzug In der Gass umzugemeinden. Nach mehreren Jahrhunderten ist Herchweiler seit dem 1. Januar 2014 eine politisch vereinigte Ortsgemeinde.

## Politik

### Gemeinderat
Der Gemeinderat in Herchweiler besteht aus acht Ratsmitgliedern, die bei der Kommunalwahl am 9. Juni 2024 in einer Mehrheitswahl gewählt wurden, und dem ehrenamtlichen Ortsbürgermeister als Vorsitzendem.

### Bürgermeister
Kevin Zimmer wurde am 3. Juli 2024 Ortsbürgermeister von Herchweiler. Bei der Direktwahl am 9. Juni 2024 war er als einziger Bewerber mit einem Stimmenanteil von 88,2 % für fünf Jahre gewählt worden.
Zimmers Vorgängerin war Sigrid Stolingwa, die das Amt von 2014 bis 2024 ausübte. Zuvor war Helmut Weyrich 20 Jahre Ortsbürgermeister. Er trat 2014 nicht erneut an.

### Wappen
| Wappen von Herchweiler | Blasonierung: „Über von Schwarz und Blau gespaltenem Wellenschildfluß in Silber ein schwebendes, geschliffenes, geradearmiges Tatzenkreuz.“ |
| Wappen von Herchweiler | |

## Wirtschaft und Infrastruktur
Im Norden verläuft die A 62. In Kusel befindet sich ein Bahnhof der Bahnstrecke Landstuhl–Kusel.

## Ehrenbürger
- Helmut Weyrich, seit 1974 im Gemeinderat und Ortsbürgermeister von 1994 bis 2014, wurde für seine Verdienste im August 2014 zum Ehrenbürger ernannt. In seine Amtszeit fallen die Nutzung der Windenergie in der Gemeinde, die in Eigenleistung erfolgte Erweiterung des Dorfgemeinschaftshauses, sowie die Umgemeindung des Straßenzuges In der Gass.[9][14]